# Schizostomella socialis
Schizostomella socialis is een mosdiertjessoort uit de familie van de Adeonidae. De wetenschappelijke naam van de soort is voor het eerst geldig gepubliceerd in 1859 door Busk.